# Bryum pachytheca
Espèce
Synonymes
Bryum rugicollum E.B.Bartram, 1942
Bryum pachytheca est une espèce de mousse du genre Bryum et de la famille des Bryaceae.
Bryum rugicollum est un nom synonyme.